# Шарлто Коплі
Шарлто Коплі (англ. Sharlto Copley; нар. 27 листопада 1973, Йоганнесбург, ПАР) — південноафриканський актор, найбільш відомий ролями в фільмах Нілла Блумкампа.

## Біографія
Шарлто Коплі народився в родині науковця та мами — лікаря-цілителя. Його брат Донован — музикант.

## Особисте життя
Шарлто Коплі одружився з моделлю Таніт Фенікс 15 лютого 2016. До весілля пара зустрічалась з 2012 року, а в березні 2015 Коплі зробив Таніт пропозицію.

## Кар'єра
Коплер дебютував у повнометражному фільмі в 2009, знявшись у головній ролі Вікуса ван де Мерве в фантастичному бойовику «Дев'ятий округ». У тому ж році велись переговори щодо участі Шарлто в фільмі Джо Карнахана «Команда А». Актор був затверджений на роль капітана Мердока.
У травні 2012 стало відомо, що актор буде злодієм у фільмі «Олдбой», а також про його участь у хорорі «Відкрита могила». У 2013 Коплер з'явився у ролі молодшого інженера Джеймса Коррігана в фантастичному трилері «Європа». Того ж року він зіграв агента Крюгера в науково-фантастичній стрічці «Елізіум». Наступного року він зіграв принца Стефана в фільмі компанії Walt Disney Pictures «Чаклунка».[джерело?]
У 2015 вийшло дві стрічки з актором — «Робот на ім'я Чаппі» та «Хардкор», крім того він почав зніматися в телесеріалі «Надздібності». Наступного року він зіграв головних персонажів у комедійній драмі «Голлери» та комедійному бойовику «Перестрілка».

## Фільмографія

### Фільми
| Рік  |    | Українська назва                  | Оригінальна назва                   | Роль                            |
| ---- | -- | --------------------------------- | ----------------------------------- | ------------------------------- |
| 2005 | кф | Вижити в Йобурзі                  | Alive in Joburg                     | Снайпер                         |
| 2006 | кф | Жовтий                            | Yellow                              | солдат                          |
| 2009 | ф  | Дев'ятий округ                    | District 9                          | Вікус ван де Мерве              |
| 2010 | кф | Вікус і Шарліз                    | Wikus and Charlize                  | Вікус ван де Мерве              |
| 2010 | ф  | Команда А                         | The A-Team                          | Мердок                          |
| 2013 | ф  | Європа                            | Europa Report                       | Джеймс Корріган                 |
| 2013 | ф  | Елізіум                           | Elysium                             | Крюґер                          |
| 2013 | ф  | Відкрита могила                   | Open Grave                          | Джона Кук                       |
| 2013 | ф  | Олдбой                            | Oldboy                              | Незнайомець / Едріан Прайс      |
| 2014 | ф  | Чаклунка                          | Maleficent                          | Стефан                          |
| 2014 | мф | Снігова королева 2: Перезаморозка | Snezhnaya koroleva 2. Perezamorozka | Орм (голос, англійський дубляж) |
| 2015 | ф  | Робот на ім'я Чаппі               | Chappie                             | Чаппі (голос і захоплення руху) |
| 2015 | ф  | Хардкор                           | Hardcore Henry                      | Джиммі                          |
| 2016 | ф  | Голлери                           | The Hollars                         | Рон Голлар                      |
| 2016 | ф  | Перестрілка                       | Free Fire                           | Вернон                          |
| 2017 | кф |                                   | God: Serengeti                      | Бог                             |
| 2018 | ф  | Небезпечний бізнес                | Gringo                              | Мітч Раск                       |
| 2018 | кф |                                   | God: City                           | Бог                             |
| 2020 | ф  |                                   | The Last Days of American Crime     | Вільям Сойєр                    |
| 2021 | ф  |                                   | Ted K                               | Теодор Качинський               |
| 2021 | мф |                                   | Seal Team                           | Світч (голос)                   |
| 2022 | ф  | Звір                              | Beast                               | Мартін Беттлз                   |
| 2023 | ф  | Пробивний чувак                   | Boy Kills World                     | Гідеон Ван Дер Кой              |
| 2024 | ф  | Манкімен                          | Monkey Man                          | американська Людина-Мавпа       |

### Телебачення
| Рік       |   | Українська назва | Оригінальна назва | Роль                          |
| --------- | - | ---------------- | ----------------- | ----------------------------- |
| 2015—2016 | с | Надздібності     | Powers            | Крістіан Волкер (20 епізодів) |
| 2022      | с | Матрьошка        | Russian Doll      | Чез (3 епізоди)               |

### Відеоігри
| Рік  | Назва    | Персонаж | Примітки                                                                          |
| ---- | -------- | -------- | --------------------------------------------------------------------------------- |
| 2015 | Payday 2 | Джиммі   | Шарлто Коплі зіграв Джиммі в фільмі Хардкор та трейлері DLC Hardcore Henry Packs. |